# Renier d'Aigremont
Renier d'Aigremont, né vers 1100 et mort vers 1182, est seigneur d'Aigremont. Il est le fils d'Olry d'Aigremont, seigneur d'Aigremont, et d'Adeline de Choiseul.

## Biographie
Alors que son frère aîné Foulques hérite de la seigneurie de Choiseul, la plus importante et qui était de l’apanage de leur mère, Renier hérite de la seigneurie d'Aigremont qui appartenait à leur père.
Entre 1117 et 1134, il est excommunié avec son père et certains de ses frères par l'archevêque de Besançon à cause de disputes avec les chanoinesses de l'abbaye de Remiremont à propos de Martinvelle.
Dans une charte de 1148, il confirme, avec ses neveux Reinard et Renier, les privilèges garantis à l'abbaye de Morimond par son père Olry d'Aigremont.
Dans une charte de 1164, il confirme, avec sa fille Agnès, les donations faites aux moines de Serqueux par son frère Olry, prévôt de Saints-Geosmes.

## Mariage et enfants
Le nom de son épouse est inconnu, mais il a au moins trois enfants.
- Agnès d'Aigremont (morte après 1170) : mariée à Olry de Vaudémont, seigneur de Deuilly, dont elle a une fille Helvis Damiette de Deuilly (née vers 1162-1164, morte vers 1303-1305). Veuve, elle épouse en secondes noces Olry de Neuviller, dont elle a trois enfants : Joethe de Neuviller (née vers 1165, morte après 1213) qui épouse Robert de Hombourg, Olry de Neuviller (mort vers 1190-1192) et Renier de Neuviller (mort en 1203).
- Berthe d'Aigremont (morte après 1170) : moniale à l'abbaye de Remiremont.
- Adeline d'Aigremont (morte après 1170) : moniale à l'abbaye de Remiremont.

## Sources
- Marie Henry d'Arbois de Jubainville, Histoire des Ducs et Comtes de Champagne, 1865.
- Théodore Pistollet de Saint-Ferjeux, Recherches historiques et statistiques sur les principales communes de l'arrondissement de Langres, 1836.
- Émile Jolibois, La Haute-Marne ancienne et moderne, 1858.
- L'abbé Roussel, Le diocèse de Langres : histoire et statistique, 1875.
- Henri de Faget de Casteljau, Recherches sur la Maison de Choiseul, 1970.
- Gilles Poissonnier, Histoire des Choiseul, 1996.